# Montsalvy
Montsalvy är en kommun i departementet Cantal i regionen Auvergne-Rhône-Alpes i mitten av Frankrike. Tidigare "kapital" av Veinazès, det var "chef lieu de canton" av kantonen Montsalvy. Idag, det ligger i kantonen Arpajon som ligger i arrondissementet Aurillac. Kommunen är den andra mest befolkade av kantonen.  År 2022 hade Montsalvy 832 invånare.

## Historia
Montsalvy grundades omkring år 1070 som kloster.

## Befolkningsutveckling
Antalet invånare i kommunen Montsalvy
Referens:INSEE

## Platser och monument[5]
- Puy de l'Arbre, plats av tidigare château de Mandulphe.
- Chapelle du Reclus, ett kapell tillägnad Maria från Magdala, på route d'Entraygues
- Ancienne Abbaye Notre-Dame de L'Assomption : kyrkan ; klostret ; kapitelsalen (med skattsalen) ; refektorium
- Det tidigare slottet, som är nu ett äldreboende.
- Croix Saint-Anne, ett medeltida kors.
- Croix du Cambon, ett medeltida kors.